# Mathis Contamine
Mathis Contamine (* 14. September 2001 in Thonon-les-Bains) ist ein ehemaliger französischer Skispringer.

## Werdegang
Contamine gab im Rahmen der Nordischen Skispiele der OPA 2014 in Gérardmer sein internationales Debüt. In den folgenden Jahren konkurrierte er regelmäßig in Wettkampfformaten der OPA. So gewann er bei den Nordischen Skispiele 2015 in Seefeld die Bronzemedaille im Schüler Einzel sowie ein Jahr später in Tarvis sogar die Goldmedaille. Auch beim Alpencup erreichte er einmal als Zweiter das Podest. Darüber hinaus nahm Contamine auch am Europäischen Olympischen Winter-Jugendfestival 2017 in Erzurum teil, bei dem er zwei Medaillen gewann. Bei den Junioren-Skiweltmeisterschaften 2018 im schweizerischen Kandersteg belegte er im Einzel den 34. Platz, wurde mit dem Team Neunter und verpasste zudem als Vierter mit dem Mixed-Team knapp die Medaillenränge. Zum Saisonabschluss 2017/18 wurde Contamine bei den französischen Meisterschaften in Prémanon 13. im Einzel sowie Dritter im Team. Ein Jahr später erreichte Contamine bei den Junioren-Skiweltmeisterschaften 2019 in Lahti den 26. Platz im Einzel. Mit dem Team wurde er Achter, während er das beste Ergebnis als Sechster erneut mit dem Mixed-Team erzielte.
Bei den französischen Meisterschaften Ende März 2019 in Chaux-Neuve gewann Contamine gemeinsam mit Jonathan Learoyd, Jack White und Alessandro Batby den Meistertitel mit dem Team sowie die Silbermedaille im Einzel von der Normalschanze. Im Sommer 2019 präsentierte sich Contamine mit aufsteigender Form. So erreichte er in Frenštát pod Radhoštěm im Continental Cup als Vierzehnter erstmals die Punkteränge und konnte auch in Klingenthal den zweiten Durchgang bestreiten. Im Winter konnte er sich als bester Franzose präsentierten und erneut einige Continental-Cup-Punkte sammeln. Seine beste Platzierung war dabei Rang 16 in Bischofshofen. Contamine versuchte sich zudem bei der Vierschanzentournee 2019/20 und der Raw Air 2020 im Weltcup, konnte sich allerdings nie für ein Einzelspringen qualifizieren. Bei den Junioren-Skiweltmeisterschaften 2020 in Oberwiesenthal belegte er einen guten zehnten Platz im Einzel von der Normalschanze und wurde darüber hinaus Siebter mit dem Team sowie Sechster im Mixed-Team. Bei den französischen Meisterschaften in Gérardmer im Oktober 2020 konnte er im Team den Meistertitel verteidigen, scheiterte jedoch im Einzel als Vierter dabei, seine Vorjahresleistung zu bestätigen. Beim Auftaktspringen der Vierschanzentournee 2020/21 in Oberstdorf belegte Contamine Rang 59. Nachdem er bei den folgenden zwei Wettbewerben die Qualifikation verpasst hatte, beendete er vorzeitig die Tournee, in deren Gesamtwertung er letztlich den 68. Platz einnahm. Im Februar 2021 nahm er erneut an den Junioren-Skiweltmeisterschaften teil, die in diesem Jahr in Lahti ausgetragen wurden. Im Einzelspringen belegte Contamine den 18. Platz.
Im Mai 2023 gab Contamine sein Karriereende bekannt.

## Statistik

### Continental-Cup-Platzierungen
| Saison  | Sommer | Sommer | Winter | Winter | Gesamt | Gesamt |
| Saison  | Platz  | Punkte | Platz  | Punkte | Platz  | Punkte |
| ------- | ------ | ------ | ------ | ------ | ------ | ------ |
| 2019/20 | 077.   | 27     | 064.   | 43     | 084.   | 70     |
| 2020/21 | —      | —      | 092.   | 04     | 101.   | 04     |
| 2021/22 | —      | —      | 067.   | 37     | 098.   | 37     |
| 2022/23 | —      | —      | 092.   | 09     | 110.   | 09     |